# Promozione Puglia 1975-1976
Nella stagione 1975-1976 la Promozione era il quinto livello del calcio italiano (il massimo livello regionale). Qui vi sono le statistiche relative al campionato in Puglia.
Il campionato è strutturato in vari gironi all'italiana su base regionale, gestiti dai Comitati Regionali di competenza. Promozioni alla categoria superiore e retrocessioni in quella inferiore non erano sempre omogenee; erano quantificate all'inizio del campionato dal Comitato Regionale secondo le direttive stabilite dalla Lega Nazionale Dilettanti, ma flessibili, in relazione al numero delle società retrocesse dal Campionato Interregionale e perciò, a seconda delle varie situazioni regionali, la fine del campionato poteva avere degli spareggi sia di promozione che di retrocessione.

## Girone A

### Squadre partecipanti
| Club                  | Città                  |
| --------------------- | ---------------------- |
| S.S. Circito Cassano  | Cassano Murge (BA)     |
| A.S. Castellana       | Castellana Grotte (BA) |
| U.S. Corato           | Corato (BA)            |
| G.S.O.P. Don Uva      | Bisceglie (BA)         |
| U.S. Giovinazzo       | Giovinazzo (BA)        |
| S.S. Grumese-Europa   | Grumo Appula (BA)      |
| Maffei Foggia         | Foggia                 |
| A.S. Liberty Palo     | Palo del Colle (BA)    |
| Pol. Mola             | Mola di Bari (BA)      |
| Molfetta Sportiva     | Molfetta (BA)          |
| Pol. Noci             | Noci (BA)              |
| U.S. Noicattaro       | Noicattaro (BA)        |
| A.S. Ortanova         | Orta Nova (BA)         |
| A.S. Putignano Calcio | Putignano (BA)         |
| A.S. Ruvo             | Ruvo di Puglia (BA)    |
| U.S. San Severo       | San Severo (FG)        |
| Pol. Trani            | Trani (BA)             |

### Classifica finale
|  | Pos. | Squadra           | Pt  | G   | V   | N   | P   | GF  | GS  | DR  |
|  | ---- | ----------------- | --- | --- | --- | --- | --- | --- | --- | --- |
|  | 1.   | Putignano         | 43  | 32  | 15  | 13  | 4   | 48  | 18  | +30 |
|  | 2.   | Molfetta          | 41  | 32  | 15  | 11  | 6   | 36  | 19  | +17 |
|  | 3.   | San Severo        | 40  | 32  | 16  | 8   | 8   | 32  | 24  | +8  |
|  | 4.   | Noicattaro        | 37  | 32  | 15  | 7   | 10  | 30  | 19  | +11 |
|  | 5.   | Trani             | 36  | 32  | 13  | 10  | 9   | 51  | 35  | +16 |
|  | 6.   | Circito Cassano   | 34  | 32  | 12  | 10  | 10  | 29  | 33  | -4  |
|  | 7.   | Ortanova          | 34  | 32  | 13  | 8   | 11  | 35  | 41  | -6  |
|  | 8.   | Don Uva Bisceglie | 33  | 32  | 12  | 9   | 11  | 45  | 39  | +6  |
|  | 9.   | Noci              | 33  | 32  | 10  | 13  | 9   | 31  | 32  | -1  |
|  | 10.  | Corato            | 31  | 32  | 11  | 9   | 12  | 26  | 29  | -3  |
|  | 11.  | Maffei Foggia     | 29  | 32  | 11  | 7   | 14  | 46  | 38  | +8  |
|  | 12.  | Ruvo              | 29  | 32  | 8   | 13  | 11  | 28  | 34  | -6  |
|  | 13.  | Mola              | 28  | 32  | 10  | 8   | 14  | 27  | 32  | -5  |
|  | 14.  | Castellana        | 27  | 32  | 9   | 9   | 14  | 31  | 48  | -17 |
|  | 15.  | Grumese-Europa    | 26  | 32  | 6   | 14  | 12  | 34  | 37  | -3  |
|  | 16.  | Giovinazzo        | 26  | 32  | 8   | 10  | 14  | 29  | 44  | -15 |
|  | 17.  | Liberty Palo      | 17  | 32  | 3   | 11  | 18  | 27  | 63  | -36 |
|  |      |                   | 544 | 544 | 187 | 170 | 187 | 585 | 585 | 0   |

Legenda:

         Promosso in Serie D 1976-1977.
         Retrocesso in Prima Categoria 1976-1977.
Note:
Due punti a vittoria, uno a pareggio, zero a sconfitta.

## Girone B

### Squadre partecipanti
| Club                     | Città                    |
| ------------------------ | ------------------------ |
| Pol. Angelo Cavallo      | Francavilla Fontana (BR) |
| U.S. Antonio Toma Maglie | Maglie (LE)              |
| U.S. Calimera            | Calimera (LE)            |
| U.S. Carmiano            | Carmiano (LE)            |
| Pol. Castellaneta        | Castellaneta (TA)        |
| A.C. Copertino           | Copertino (LE)           |
| A.S. Ginosa              | Ginosa (TA)              |
| U.S. Latiano             | Latiano (BR)             |
| A.C. Locorotondo         | Locorotondo (BA)         |
| A.C. Manduria            | Manduria (TA)            |
| A.C. Massafra            | Massafra (TA)            |
| U.S. Novoli              | Novoli (LE)              |
| U.S. Poggiardo           | Poggiardo (LE)           |
| U.S. Squinzano           | Squinzano (LE)           |
| U.S. Tricase             | Tricase (LE)             |
| Pol. Virtus Casarano     | Casarano (LE)            |

### Classifica finale
|  | Pos. | Squadra         | Pt  | G   | V   | N   | P   | GF  | GS  | DR  |
|  | ---- | --------------- | --- | --- | --- | --- | --- | --- | --- | --- |
|  | 1.   | Squinzano       | 48  | 30  | 21  | 6   | 3   | 43  | 17  | +26 |
|  | 2.   | Virtus Casarano | 42  | 30  | 17  | 8   | 5   | 46  | 15  | +31 |
|  | 3.   | Novoli          | 33  | 30  | 12  | 9   | 9   | 30  | 23  | +7  |
|  | 4.   | Tricase         | 33  | 30  | 13  | 7   | 10  | 33  | 30  | +3  |
|  | 5.   | Castellaneta    | 31  | 30  | 12  | 7   | 11  | 37  | 30  | +7  |
|  | 6.   | Locorotondo     | 31  | 30  | 11  | 9   | 10  | 30  | 32  | -2  |
|  | 7.   | Copertino       | 29  | 30  | 9   | 11  | 10  | 30  | 32  | -2  |
|  | 8.   | Calimera        | 28  | 30  | 12  | 4   | 14  | 26  | 38  | -12 |
|  | 9.   | Ginosa          | 28  | 30  | 10  | 8   | 12  | 40  | 31  | +9  |
|  | 10.  | Toma Maglie     | 28  | 30  | 11  | 6   | 13  | 27  | 35  | -8  |
|  | 11.  | Massafra        | 28  | 30  | 8   | 12  | 10  | 27  | 31  | -4  |
|  | 12.  | Angelo Cavallo  | 27  | 30  | 9   | 9   | 12  | 24  | 35  | -11 |
|  | 13.  | Manduria        | 26  | 30  | 8   | 10  | 12  | 26  | 33  | -7  |
|  | 14.  | Carmiano        | 24  | 30  | 7   | 10  | 13  | 29  | 31  | -2  |
|  | 15.  | Latiano         | 24  | 30  | 7   | 10  | 13  | 23  | 35  | -12 |
|  | 16.  | Poggiardo       | 20  | 30  | 5   | 10  | 15  | 21  | 44  | -23 |
|  |      |                 | 480 | 480 | 172 | 136 | 172 | 492 | 492 | 0   |

Legenda:

         Promosso in Serie D 1976-1977.
         Retrocesso in Prima Categoria 1976-1977.
Note:
Due punti a vittoria, uno a pareggio, zero a sconfitta.